# アンディ・ルイス・ジュニア
アンディ・ルイス・ジュニア（Andy Ruiz Jr.、1989年9月11日 - ）は、メキシコ系アメリカ人のプロボクサー。カリフォルニア州インペリアル郡出身。元WBAスーパー・IBF・WBO世界ヘビー級統一王者。一部の媒体では「メキシコ人」と表記されるが、実際はアメリカ国籍である。

## 来歴
カリフォルニア州インペリアル郡で生まれ、両親はメキシコからの移民だった。野球をやっていたが、高校を喧嘩で退学になり、祖父がメキシコのメヒカリ に所有していたボクシングジムでボクシングを始めた。アマチュア時代は、両親がメキシコ出身であったため代表資格が得られる、メキシコ代表として大会に出場した。

### アマチュア時代
2007年、アメリカ合衆国のシカゴで開催された2007年世界ボクシング選手権大会にスーパーヘビー級（91kg超）で出場するが1回戦でマイケル・ハンターに敗退。
同年、中華人民共和国の北京で開催されたプレオリンピック大会にスーパーヘビー級で出場するが準々決勝で張志磊に敗退。
2008年、北京オリンピックアメリカ大陸予選にスーパーヘビー級で出場するがロベルト・アルフォンソとオスカル・リバスに敗退して出場権を逃した。

### プロ時代
2009年3月28日、プロデビュー戦でミゲール・ラミレスと対戦し、1回KO勝ちを収めた。
2013年27日、ジョー・ハンクスとWBOインターコンチネンタルヘビー級王座決定戦を行い、4回TKO勝ちを収め王座を獲得した。
2013年11月24日、トアー・ハマーとWBOインターコンチネンタル王座防衛戦並びにNABF北米ヘビー級王座決定戦を行い3回終了後にハマーが棄権した為TKO勝ちとなり、WBOインターコンチネンタル王座初防衛とNABF王座を獲得した。
2014年5月17日、マヌエル・ケサダと対戦し2回TKO勝ちを収め、WBOインターコンチネンタル王座は3度目とNABF王座の初防衛に成功した。
2014年12月20日、セルゲイ・リャコビッチと対戦し、10回3-0（98-92、96-94、99-91）の判定勝ちを収め、WBOインターコンチネンタル王座は4度目とNABF王座は2度目の防衛に成功した。しかしルイスは試合中に右拳を骨折した。
2016年12月10日、オークランドのベクター・アリーナでWBO世界ヘビー級1位のジョセフ・パーカーとWBO世界ヘビー級王座決定戦を行い、プロ初敗戦となる12回0-2（114-114、113-115×2）の判定負けを喫した。
2019年1月11日、トップランク社から離脱し、アル・ヘイモンと契約すると共にTGBプロモーションズに移籍した。
2019年4月20日、 ディグニティ・ヘルス・スポーツ・パーク・テニスコートにてダニー・ガルシアVSエイドリアン・グラナドスの前座でアレクサンダー・ディミトレンコと対戦し、5回終了時KO勝ちを収めた。この試合でルイスは20万ドル（約2100万円）、ディミトレンコは7万5千ドル（約800万円）のファイトマネーを稼いだ。
2019年6月1日、ニューヨークのマディソン・スクエア・ガーデンで、WBAスーパー・IBF・WBO世界ヘビー級王者アンソニー・ジョシュアに挑戦する予定だったジャレル・ミラーがPEDsのドーピング検査で薬物違反となり資格停止となったため、ルイスが代替選手として急遽ジョシュアと対戦し、7回1分27秒TKO勝ちを収め王座を獲得した。
2019年12月7日、サウジアラビア・ディルイーヤのディルイーヤ・アリーナでWBA世界ヘビー級2位、IBF同級5位並びにWBO同級3位のアンソニー・ジョシュアとダイレクトリマッチで6ヶ月振りに再戦し、12回0-3（110-118×2、109-119）の判定負けを喫し、WBAスーパー王座、IBF王座、WBO王座の初防衛に失敗、王座から陥落した。ジョシュアが、第一戦目から4.8キロ減の107.5キロに体重を減らして試合に臨んだのに対し、ルイスは、逆に7.1キロ増量して128.6キロで試合に臨んでいたが、試合後記者会見で、ルイスは、トレーナーとチームの言うことを聞かずに3ヶ月間パーティーと祝勝会三昧であったために、トレーニング不足から太り過ぎであったことを認め、その影響でゲームプラン通りの試合ができなかったことを謝罪した。
2020年5月5日、トレーナーをこれまでのマニー・ロブレスからエディ・レイノソに変更したことを発表した。
2021年5月1日、約1年半ぶりに試合を行いカリフォルニア州のディグニティ・ヘルス・スポーツ・パーク・テニスコートで新型コロナ禍影響で集客が規制されている中で無観客試合が続いていたカリフォルニア州で初の客入れとなる3,940人を動員してクリス・アレオーラとWBA世界ヘビー級挑戦者決定戦を行い、ルイス・ジュニアは体重をパーティー三昧で太り過ぎだった前戦のアンソニー・ジョシュア戦よりも以前の体重に戻して試合に臨み、12回3-0（2者が118-109、117-110）判定勝ちを収めトレバー・ブライアンへの挑戦権を獲得した。この試合でルイスは100万ドル（約1億1千万円）、アレオーラは30万ドル（約3200万円）のファイトマネーを稼いだ。
2022年9月4日、約1年4ヶ月ぶりに試合を行いカリフォルニア州のクリプト・ドットコム・アリーナでルイス・オルティスとノンタイトル12回戦で対戦。2回に2度、7回に1度の合計3度ダウンを奪い、12回判定勝ちを収めた。この試合でアンディ・ルイスは100万ドル（約1億4千万円）、オルティスは55万ドル（約7500万円）のファイトマネーを稼いだ。
2023年4月25日、元ガールフレンドから、ルイスがアルコールと違法薬物の両方を乱用し、家庭内暴力や弾が入っていないAK-47を突きつけられて性的暴行を加えられたと訴えられた。ルイスはこの訴えを否定して、2020年2月にナイフで刺され、その2カ月後に弾が装填された銃で脅され、最近には25万ドル分の宝石を盗まれ警察に被害届を提出したと主張した。

## 戦績
- アマチュアボクシング：110戦 105勝 5敗[27]
- プロボクシング：38戦 35勝 (22KO) 2敗 1分

| 戦           | 日付           | 勝敗 | 時間    | 内容    | 対戦相手                           | 国籍             | 備考                                                      |
| ------------ | -------------- | ---- | ------- | ------- | ---------------------------------- | ---------------- | --------------------------------------------------------- |
| 1            | 2009年3月28日  | ☆    | 1R 0:34 | KO      | ミゲール・ラミレス                 | メキシコ         |                                                           |
| 2            | 2009年6月26日  | ☆    | 1R 1:37 | TKO     | ロス・ブラントリー                 | アメリカ合衆国   |                                                           |
| 3            | 2010年2月12日  | ☆    | 4R      | 判定3-0 | フアン・ルイス・ロペス・アルカラス | メキシコ         |                                                           |
| 4            | 2010年3月12日  | ☆    | 1R 1:55 | KO      | ルーク・バーグハン                 | アメリカ合衆国   |                                                           |
| 5            | 2010年10月16日 | ☆    | 1R 1:06 | TKO     | マイル・ケリー                     | アメリカ合衆国   |                                                           |
| 6            | 2010年11月20日 | ☆    | 4R      | 判定3-0 | レイムンド・ロペス                 | アメリカ合衆国   |                                                           |
| 7            | 2010年12月4日  | ☆    | 2R 1:08 | KO      | フランシスコ・ディアス             | メキシコ         |                                                           |
| 8            | 2011年2月5日   | ☆    | 3R 2:19 | KO      | ケルシー・アーノルド               | アメリカ合衆国   |                                                           |
| 9            | 2011年2月26日  | ☆    | 6R      | 判定3-0 | アルバロ・モラレス                 | メキシコ         |                                                           |
| 10           | 2011年4月23日  | ☆    | 6R      | 判定3-0 | アンヘル・エレラ                   | アメリカ合衆国   |                                                           |
| 11           | 2011年7月15日  | ☆    | 4R 2:04 | TKO     | ビリ・ブルームフィールド           | アメリカ合衆国   |                                                           |
| 12           | 2011年9月17日  | ☆    | 2R 1:53 | TKO     | ケン・フランク                     | カナダ           |                                                           |
| 13           | 2011年12月17日 | ☆    | 6R      | 判定3-0 | セロン・ジョンソン                 | アメリカ合衆国   |                                                           |
| 14           | 2012年3月23日  | ☆    | 8R      | 判定3-0 | ホメロ・フォンセカ                 | アメリカ合衆国   |                                                           |
| 15           | 2012年7月7日   | ☆    | 8R 0:54 | TKO     | ジョンテ・ウィリス                 | アメリカ合衆国   |                                                           |
| 16           | 2012年9月13日  | ☆    | 1R 2:11 | KO      | マウレンソ・スミス                 | アメリカ合衆国   |                                                           |
| 17           | 2012年12月7日  | ☆    | 3R 2:59 | TKO     | イライジャ・マッコール             | アメリカ合衆国   |                                                           |
| 18           | 2013年3月16日  | ☆    | 1R 2:53 | KO      | マシュー・グリア                   | アメリカ合衆国   |                                                           |
| 19           | 2013年6月8日   | ☆    | 1R 0:35 | TKO     | カール・デービス                   | アメリカ合衆国   |                                                           |
| 20           | 2013年7月27日  | ☆    | 4R 1:41 | TKO     | ジョー・ハンクス                   | アメリカ合衆国   | WBOインターコンチネンタルヘビー級王座決定戦               |
| 21           | 2013年11月24日 | ☆    | 3R 終了 | TKO     | トアー・ハマー                     | アメリカ合衆国   | NABF北米ヘビー級王座決定戦 WBOインターコンチネンタル防衛1 |
| 22           | 2014年5月17日  | ☆    | 2R 2:00 | TKO     | マヌエル・ケサダ                   | メキシコ         | WBOインターコンチネンタル防衛2・NABF防衛1                 |
| 23           | 2014年10月25日 | ☆    | 1R 2:18 | TKO     | ケニー・レモス                     | アメリカ合衆国   |                                                           |
| 24           | 2014年12月20日 | ☆    | 10R     | 判定3-0 | セルゲイ・リャコビッチ             | ベルギー         | WBOインターコンチネンタル防衛3・NABF防衛2                 |
| 25           | 2015年9月26日  | ☆    | 8R      | 判定3-0 | ジョエル・ゴドフリー               | アメリカ合衆国   | NABF防衛3                                                 |
| 26           | 2015年10月24日 | ☆    | 8R      | 判定3-0 | ラファエル・ズンバノ・ラブ         | ブラジル         |                                                           |
| 27           | 2016年5月14日  | ☆    | 4R 終了 | TKO     | レイ・オースティン                 | アメリカ合衆国   | NABF防衛4                                                 |
| 28           | 2016年7月16日  | ☆    | 3R 1:42 | TKO     | ジョシュ・ゴームリー               | アメリカ合衆国   |                                                           |
| 29           | 2016年9月10日  | ☆    | 10R     | 判定3-0 | フランクリン・ローレンス           | アメリカ合衆国   | NABF防衛5                                                 |
| 30           | 2016年12月10日 | ★    | 12R     | 判定0-2 | ジョセフ・パーカー                 | ニュージーランド | WBO世界ヘビー級王座決定戦                                 |
| 31           | 2018年3月10日  | ☆    | 1R 1:38 | KO      | デビン・バルガス                   | アメリカ合衆国   |                                                           |
| 32           | 2018年7月7日   | ☆    | 10R     | 判定3-0 | ケビン・ジョンソン                 | アメリカ合衆国   |                                                           |
| 33           | 2019年4月20日  | ☆    | 5R 終了 | TKO     | アレクサンドル・ディミトレンコ     | ロシア           |                                                           |
| 34           | 2019年6月1日   | ☆    | 7R 1:27 | TKO     | アンソニー・ジョシュア             | イギリス         | WBA・IBF・WBO世界ヘビー級タイトルマッチ                   |
| 35           | 2019年12月7日  | ★    | 12R     | 判定0-3 | アンソニー・ジョシュア             | イギリス         | WBA・IBF・WBO王座陥落                                     |
| 36           | 2021年5月1日   | ☆    | 12R     | 判定3-0 | クリス・アレオーラ                 | アメリカ合衆国   |                                                           |
| 37           | 2022年9月4日   | ☆    | 12R     | 判定3-0 | ルイス・オルティス                 | キューバ         |                                                           |
| 38           | 2024年8月3日   | △    | 12R     | 判定0-1 | ジャレル・ミラー                   | アメリカ合衆国   |                                                           |
| テンプレート |                |      |         |         |                                    |                  |                                                           |

## 獲得タイトル
- WBOインターコンチネンタルヘビー級王座
- NABF北米ヘビー級王座
- WBA世界ヘビー級スーパー王座（防衛0）
- IBF世界ヘビー級王座（防衛0)
- WBO世界ヘビー級王座（防衛0）
- IBO世界ヘビー級王座

## ペイ・パー・ビュー売上げ
| 開催年月日   | イベント                                          | 販売件数 | テレビ局 | 備考   |
| ------------ | ------------------------------------------------- | -------- | -------- | ------ |
| 2022年9月4日 | アンディ・ルイス・ジュニア vs. ルイス・オルティス | 6万5千件 | FOX      | 75ドル |
| 2021年5月1日 | アンディ・ルイス・ジュニア vs. クリス・アレオーラ | 13万件   | FOX      | 50ドル |